# La Cresse
La Cresse é uma comuna francesa na região administrativa de Occitânia, no departamento de Aveyron. Estende-se por uma área de 19,06 km². Em 2010 a comuna tinha 336 habitantes (densidade: 17,6 hab./km²).